# Келянувка (Підкарпатське воєводство)
Келянувка (пол. Kielanówka) — село в Польщі, у гміні Боґухвала Ряшівського повіту Підкарпатського воєводства.
Населення — 1276 осіб (2011).
У 1975-1998 роках село належало до Ряшівського воєводства.

## Демографія
Демографічна структура станом на 31 березня 2011 року:
|          | Загалом | Допрацездатний вік | Працездатний вік | Постпрацездатний вік |
| -------- | ------- | ------------------ | ---------------- | -------------------- |
| Чоловіки | 607     | 131                | 428              | 48                   |
| Жінки    | 669     | 139                | 403              | 127                  |
| Разом    | 1276    | 270                | 831              | 175                  |